# Luis Chero Zurita
Luis Enrique Chero Zurita (La Zaranda, Lambayeque, 24 de abril de 1958) es un arqueólogo peruano. 
Junto con Walter Alva Alva y Susana Meneses descubrieron las Tumbas Reales de Sipán en 1987. Asimismo tuvieron a su cargo gran parte del trabajo de campo en el Proyecto Arqueológico Sipán, en donde se excavó la tumba principal, la del Viejo Señor, la del Sacerdote, entre otras.
En la actualidad, como arqueólogo residente y director del Museo de Sitio Huaca Rajada-Sipán, viene organizando nuevas temporadas de investigación arqueológica en Sipán, reiniciadas en marzo de 2007 y continuadas hasta hoy, en cuyo proceso se han excavado las pirámides del sector monumental de Sipán y se han descubierto las tumbas 14, 15 y 16 en la plataforma funeraria.
- Datos: Q3266641